# Conioscinella fulvithorax
Conioscinella fulvithorax är en tvåvingeart som beskrevs av Spencer 1977. Conioscinella fulvithorax ingår i släktet Conioscinella och familjen fritflugor. Inga underarter finns listade i Catalogue of Life.